# Alotanypus dalyupensis
Alotanypus dalyupensis är en tvåvingeart som beskrevs av Freeman 1961. Alotanypus dalyupensis ingår i släktet Alotanypus och familjen fjädermyggor. Inga underarter finns listade i Catalogue of Life.